# Marajá do Sena
Marajá do Sena é um município brasileiro do estado do Maranhão, Região Nordeste do país.
É município integrante da Região de Planejamento dos Imigrantes, sendo o maior município em extensão territorial dessa região administrativa do estado do Maranhão.
Em 2018 foi considerado o Município mais pobre do Brasil.

## História
O Município de Marajá do Sena foi criado formalmente em 10 de novembro 1994, após a promulgação da Lei estadual nº 6.186/1994 que deu autonomia política ao povoado de Marajá do Sena, o qual se transformou em sede da nova municipalidade, cujo território foi um desmembramento de área que pertencia ao município de Paulo Ramos.
Em 1996, ocorreram as primeiras eleições municipais para a Prefeitura e Câmara de Vereadores locais.
Este Município veio a ser instalado de fato somente em 01 de janeiro de 1997, após a divulgação dos resultados das eleições municipais de 1996.

## Geografia
O município de Marajá do Sena limita-se ao Norte com o município de Paulo Ramos; a Leste com o município de Lagoa Grande; a Oeste com o município de Santa Luzia e ao Sul com o município de Grajaú.
| Área da unidade territorial [2024] | 1.402,593 km²                  |
| Hierarquia urbana [2018]           | Centro Local                   |
| Região de Influência [2018]        | Paulo Ramos - Centro de Zona B |
| Região intermediária [2024]        | Santa Inês - Bacabal           |
| Região imediata [2024]             | Bacabal                        |
| Mesorregião [2022]                 | Oeste Maranhense               |
| Microrregião [2022]                | Pindaré                        |

Fonte: IBGE
| Bioma predominante [2024]             | Cerrado      |
| Sistema Costeiro-Marinho [2019]       | Não pertence |
| Área urbanizada [2019]                | 1,14 km²     |
| Esgotamento sanitário adequado [2010] | 7,1 %        |
| Urbanização de vias públicas [2010]   | 11,5 %       |
| População exposta ao risco [2010]     | 272 pessoas  |

Fonte: IBGE

## Demografia
Em 2020, sua população era estimada em 7 775 habitantes.

### Desenvolvimento humano
Em 2010, o município apareceu como a menor renda per capita familiar do Brasil, com apenas R$ 96,25 por cidadão.
Com o índice de 0,452, considerado muito baixo para os parâmetros do PNUD, o IDH Índice de Desenvolvimento Humano do município é o segundo menor do estado do Maranhão (depois de Fernando Falcão) e quarto menor entre os municípios do país, possuindo um Índice de Desenvolvimento Humano (IDH) semelhante ao registrado em países como Birmânia e Iémen no mesmo ano.
| População no último censo [2022] | 7.027 pessoas                          |
| População estimada [2024]        | 7.165 pessoas                          |
| Densidade demográfica [2022]     | 5,01 habitante por quilômetro quadrado |

Fonte: IBGE

## Educação
Em 2010, a taxa de escolarização de 6 a 14 anos de idade do município de Marajá do Sena era de 91,2%. Comparando-se com outros municípios do estado do Maranhão, ficava na posição 210 de 217.
| Taxa de escolarização de 6 a 14 anos de idade [2010]             | 91,2 %           |
| IDEB – Anos iniciais do ensino fundamental (Rede pública) [2023] | 5,3              |
| IDEB – Anos finais do ensino fundamental (Rede pública) [2023]   | 5,2              |
| Matrículas no ensino fundamental [2023]                          | 1.366 matrículas |
| Matrículas no ensino médio [2023]                                | 213 matrículas   |
| Docentes no ensino fundamental [2023]                            | 107 docentes     |
| Docentes no ensino médio [2023]                                  | 16 docentes      |
| Número de estabelecimentos de ensino fundamental [2023]          | 37 escolas       |
| Número de estabelecimentos de ensino médio [2023]                | 4 escolas        |

Fonte: IBGE

## Organização político-administrativa
O Município de Marajá do Sena possui uma estrutura político-administrativa composta pelo Poder Executivo, chefiado por um Prefeito eleito por sufrágio universal, o qual é auxiliado diretamente por secretários municipais nomeados por ele, e pelo Poder Legislativo, institucionalizado pela Câmara Municipal de Marajá do Sena, órgão colegiado de representação dos munícipes que é composto por vereadores também eleitos por sufrágio universal.

### Reflexos da "Operação Detonando" na política local
Em maio de 2015, uma operação da Política Civil maranhense e do Grupo de Atuação Especial de Combate ao Crime Organizado do Ministério Público Estadual, o Gaeco, do Maranhão prendeu o prefeito, Edvan Costa (PMN) e o ex-prefeito, Perachi Roberto Farias, por suspeitas de desvios de recursos públicos. Além dele, foi preso o prefeito de Bacuri, Richard Nixon (PMDB). A operação foi desdobramento da investigação do assassinato de Décio Sá em 2012 e que resultou na descoberta de um esquema de agiotagem praticado em mais de 40 prefeituras do Maranhão, liderado por José de Alencar Miranda Carvalho e seu filho, Gláucio Alencar Pontes Carvalho.